# Lola Membrives
Dolores Membrives Fernández, coneguda com a Lola Membrives (Buenos Aires, 1888 - Buenos Aires, 31 d'octubre de 1969) va ser una actriu dramàtica argentina.
Amb deu anys va integrar un conjunt infantil i posteriorment formà part de cors, estudià música o cants i amb tretze anys debutà en un sainet líric, La buena sombra, dels germans Álvarez Quintero. Amb diset anys va començar a cantar i va cultivar la sarsuela, amb el género chico. Més tard es traslladà a la comèdia, fins i tot amb una companyia pròpia, des del 1920, de la qual fou una figura destacada. També s'implicà amb el drama, el sainet, el teatre crioll, la tragèdia i la tonadilla. Va difondre en els escenaris i els discs els cants criolls i en 1917 va incloure al seu repertori el tango. D'aquests va gravar alguns com Cara sucia, Maldito tango, Esta firme en la parada, Ojos negros, La chismosa, Milonguita. Es retirà el 1964.

## Fons
El Centre de Documentació i Museu de les Arts Escèniques conserva alguna de les peces formada per vestits i dissenys de la indumentària que va portar l'actriu argentina.